# Daniel Lafferty
Daniel Patrick Lafferty, más conocido como Daniel Lafferty, (Derry, 18 de mayo de 1989) es un futbolista norirlandés que juega de lateral izquierdo en el Shamrock Rovers de la Premier Division de Irlanda. Es internacional con la selección de fútbol de Irlanda del Norte.

## Carrera internacional
Lafferty fue internacional sub-17, sub-19 y sub-21 con la selección de fútbol de Irlanda del Norte, antes de convertirse en internacional absoluto en noviembre de 2012, en un partido de Clasificación para la Copa Mundial de Fútbol de 2014 frente a la selección de fútbol de Azerbaiyán.

## Clubes
| Club                         | País       | Año       |
| ---------------------------- | ---------- | --------- |
| Celtic F. C.                 | Escocia    | 2008-2010 |
| Ayr United (cedido)          | Escocia    | 2010      |
| Derry City                   | Irlanda    | 2010-2012 |
| Burnley F. C.                | Inglaterra | 2012-2017 |
| Rotherham United (cedido)    | Inglaterra | 2015      |
| Oldham Athletic (cedido)     | Inglaterra | 2015      |
| Oldham Athletic (cedido)     | Inglaterra | 2016      |
| Sheffield United (cedido)    | Inglaterra | 2016-2017 |
| Sheffield United             | Inglaterra | 2017-2019 |
| Peterborough United (cedido) | Inglaterra | 2019      |
| Shamrock Rovers              | Irlanda    | 2019-Act. |

## Palmarés

### Títulos nacionales
| Título                     | Club             | País       | Año  |
| -------------------------- | ---------------- | ---------- | ---- |
| Copa de la Liga de Irlanda | Derry City       | Irlanda    | 2011 |
| League One                 | Sheffield United | Inglaterra | 2017 |
| Copa de Irlanda            | Shamrock Rovers  | Irlanda    | 2019 |
| Premier Division           | Shamrock Rovers  | Irlanda    | 2020 |